# 国家格言列表
本条目列举了全世界独立政体的政区和国家格言。一些未被国际普遍承认的政体、属地、构成国以及一些已不存在的国家的格言也被编入目录，但是他们的名字不用粗体标明。
国家格言通常是一条短语，用来描述该国的目的或动力。它可以出现在一国的国徽、硬币或纸币上。不过，也有一些国家没有指定自己的格言。
以下国家依其英文名称首字母排序。
目录 A B C D E F G H I J K L M N O P Q R S T U V W X Y Z

## A
- 阿富汗：لا إله إلا الله، محمد رسول الله（阿拉伯语，源于清真言：万物非主，唯有真主，穆罕默德是安拉的使者）[註 1]
  -  阿富汗伊斯兰共和国：لا إله إلا الله، محمد رسول الله（阿拉伯語，万物非主，唯有真主，穆罕默德是安拉的使者）
- 阿尔巴尼亚：
  - Feja e Shqiptarit është Shqiptaria（阿尔巴尼亚语，阿尔巴尼亚人的信仰是阿尔巴尼亚）[1]
  - 传统格言：Ti, Shqipëri, më jep nder, më jep emrin Shqiptar（阿尔巴尼亚语，阿尔巴尼亚给予我荣耀，赐予我阿尔巴尼亚人的身份）
- 阿尔及利亚：بالشعب و للشعب （阿拉伯语，民治和民享）[2]
- 安道尔：Virtus, Unita, Fortior（拉丁语，美德、团结、力量）[3]
- ：Strength and Endurance（英语，力量和忍耐）
- 安地卡及巴布達：Each endeavouring, all achieving（英语，众人竭力，皆有所成）[4]
- 阿根廷：En Unión y Libertad（西班牙语，处于团结和自由之中）[註 2]
- 亞美尼亞：Մեկ Ազգ, Մեկ Մշակույթ（亚美尼亚语，一个国家，一种文化，转写：Mek Azg, Mek Mshakouyt）
- 阿鲁巴：Semper pro grediens[5] （拉丁语，永远前进）
- ：无，原格言为Advance Australia（英语，前进的澳大利亚）[註 3]
- 奥地利：无，原格言为A.E.I.O.U.，源自神聖羅馬帝國皇帝腓特烈三世，采用其的具体意涵未能确定。其笔记中包含多种解读对应这个缩写[6]。但其中一个解读同时列出了德文与拉丁文，并广泛地被认为是后人所引用的含义。即“世界属于奥地利”（德語：Alles Erdreich ist Österreich untertan）。
  -  奥匈帝国：Indivisibiliter ac Inseparabiliter（拉丁语，不离不弃）[註 4]

## B
- 巴哈马：Forward, Upward, Onward Together（英语，迈步向前，共同进步）[7]
- ：Pride and Industry（英语，自豪和勤勉）[8]
- 比利时：Eendracht maakt macht；Lunion fait la force；Einigkeit gibt Stärke（荷兰语，法语以及德语，联合产生力量）[9]
- ：Sub umbra floreo（拉丁语，林荫之下，兴旺繁华）[10]
- ：Fraternité, Justice, Travail（法语，友谊、正义、劳动）[11]
- 百慕大：Quo fata ferunt（拉丁语，命运把我们带向何方）
- 玻利维亚：La Unión es la Fuerza（西班牙语，团结就是力量）[12]

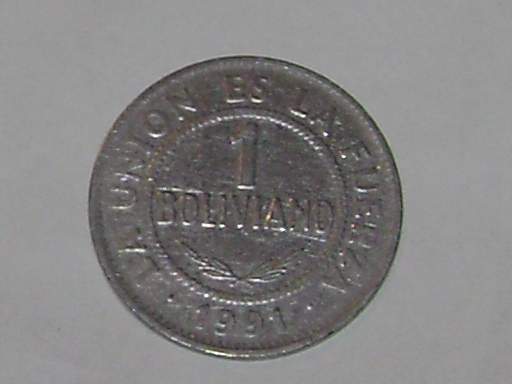
玻利维亚的国家格言，La Unión es la Fuerza（团结就是力量），印在该国的货币上。

- ：Pula（札那語，降水）[註 5]

巴西的国家格言，Ordem e progresso（秩序和进步），印在巴西国旗上

- 巴西：Ordem e progresso（葡萄牙语，秩序和进步）[13]
  -  巴西帝国 - Independência ou Morte! （葡萄牙语，不独立，毋宁死！）
- ：الدائمون المحسنون بالهدى （阿拉伯语，永远服侍于真主的指引）[14]
- 保加利亚：Съединението прави силата（保加利亚语，团结造就力量）[15]
  -  保加利亞王國：Бог е с нас（主與我們同在）
- 布吉納法索：La Patrie ou la Mort, Nous Vaincrons（法语，祖国或死亡，我们必胜）[16]
- ：Unité, Travail, Progrès（法语，团结，工作，进步）[17]

## C
- 柬埔寨：ជាតិ សាសនា ព្រះមហាក្សត្រ។（高棉语，民族、宗教、国王）[18]
- 喀麦隆：Paix - Travail - Patrie（法语，和平、工作、祖国）[19]
- 加拿大：A mari usque ad mare（拉丁语，从大海到大海）[20]
- 中非：Unité, Dignité, Travail（法语，团结、尊严、工作）[21]
- ：Unité, Travail, Progrès（法语，团结、工作、进步）[22]
- 智利：Por la razón o la fuerza（西班牙语，依靠公理或武力）[註 6]
- 中华人民共和国：无官方格言。[註 7]
  -  中华苏维埃共和国：全世界無產階級和被壓迫的民族聯合起來！
- 中華民國：无官方格言。[註 8]
  -  临时政府：新民主義
  -  维新政府：和平建國
  -  汪精卫國民政府：和平反共建國
- 哥伦比亚：Libertad y orden（西班牙语，自由和秩序）[註 9]
- ：Unité, Justice, Progrès（法语，团结、正义、进步）[註 10]
- 刚果（金）：Justice - Paix - Travail（法语，正义、和平、工作）[23]
- 刚果（布）：Unité, Travail, Progrès（法语，团结、工作、进步）[24]
- ：Vivan siempre el trabajo y la paz（西班牙语，工作与和平万岁）[來源請求]
- ：Union, Discipline, Travail（法语，团结、纪律、劳动）[25]
- 古巴：Patria o muerte（西班牙语，祖国或死亡，我们必胜）[26]
- 捷克：Pravda vítězí!（捷克语，真理必胜！）[註 11]
  -  捷克斯洛伐克 （1918-1939年以及1945-1992年）：Pravda víťazí!（斯洛伐克语，真理必胜！）

## D
- 丹麦：无。腓特烈十世國王的格言：（丹麦语：團結、承諾、為丹麥王國）[27]
- ：اتحاد، مساواة، سلام；Unité, Égalité, Paix（阿拉伯语和法语：团结、平等、和平）[28]
- 多米尼克：Après Bondie, Cest la Ter（安的列斯克里奥尔语，我主為貴，吾土次之）[29]
- ：Díos, Patria, Libertad（西班牙语，上帝、祖国、自由）[30]

## E
- 东帝汶：Unidade, Acção, Progresso（葡萄牙语，團結、行動、進步）[註 12]
- ：Díos, patria y libertad（西班牙语，上帝、祖国和自由）[來源請求]
- 薩爾瓦多：Díos, Unión, Libertad（西班牙语，上帝、团结、自由）[31]
- 赤道几内亚：Unidad, Paz, Justicia（西班牙语，团结、和平、正义）[32]
- 埃塞俄比亚帝国：ሞዓ አንበሰ ዘአምነባደ ይሁዳ（吉兹语，征服猶大支派的雄獅）
- 爱沙尼亚：Heade üllatuste maa（爱沙尼亚语，无疑让你惊奇无比）[33]
- 欧洲联盟：In varietate concordia（拉丁语，多元一体。被翻译为欧盟所有成员国的用语。）[34]

## F
- 斐济：Rerevaka na Kalou ka Doka na Tui（斐济语，敬畏上帝，荣耀國王）[35]
- 法國：Liberté, égalité, fraternité（法语，自由、平等、博爱）[36]
  -  法蘭西王國：Montjoie Saint Denis!（法语，毋忘聖德尼！）
  -  法蘭西第一帝國： Liberté, Ordre Public（法语，自由、公共秩序）
  -  法蘭西國：Travail, Famille, Patrie（法语，勞動、家庭、祖國）

## G
- 加彭：Union, Travail, Justice（法语，团结、工作、正义）[37]
- ：Progress, Peace, Prosperity（英语，进步，和平，繁荣）[38]
- ：ძალა ერთობაშია!（格鲁吉亚语，力量源于团结）[註 13]
- 德国：无官方格言，通常使用国歌歌词中的“统一，正义与自由”(德语：Einigkeit und Recht und Freiheit)。
  -  德意志帝國：Gott mit uns （德语，上帝和我们同在）
  -  德意志國：Ein Volk, Ein Reich, Ein Führer（德语，一个民族，一个帝国，一个元首）
  -  民主德国：Proletarier aller Länder, vereinigt Euch!（德语，全世界无产者，联合起来！）
- ：Freedom and Justice（英语，自由和正义）[39]
- 直布罗陀：Nulli Expugnabilis Hosti（拉丁語：敌寇不能并）
- 希腊：Ελευθερία ή θάνατος（希腊语，不自由毋宁死）
- 格瑞那達：Ever conscious of God we aspire, build and advance as one people（英语，渴慕我主良心，齊心建設前進）[40]
- ：Libre Crezca Fecundo（西班牙語，发展自由，促成丰饶）[41]
- 几内亚：Travail, Justice, Solidarité（法语，工作、正义、团结）[42]
- ：Unidade, Luta, Progresso（葡萄牙语，团结、奋斗、进步）[43]
- ：One people, one nation, one destiny（英语，一个民族，一个国家，一个命运）[44]

## H
- 海地：Liberté, Égalité, Fraternité（法语，自由、平等、博愛）[45]
- ：Libre, Soberana E Independiente（西班牙语，自由、主权、独立）[46]
- 匈牙利：無
  -  匈牙利王國：Regnum Mariae Patrona Hungariae（拉丁语，玛丽亚的王国，匈牙利守护者）

## I
- 印度：सत्यमेव जयते（梵语，唯有真理得胜）[47]
- 印度尼西亞：Bhinneka Tunggal Ika（古爪哇语，殊途同归）[48]
- 伊朗：
  - 事實上："استقلال، آزادی، جمهوری اسلامی‎"[49]（波斯语，独立、自由、伊斯兰共和国）
  - 原则上：الله أكبر（大赞辞）（阿拉伯语，真主至大）[50]
    -  巴列维王朝： مرا داد فرمود و خود داور است（波斯语，祂命令我审判，而祂将审判我）[51]
- 伊拉克：الله أكبر（大赞辞）（阿拉伯语，真主至大）[註 14]
- 義大利：無官方格言，通常使用國歌歌詞中的「統一、力量和自由」（Unione, forza e libertà!）
  -  義大利王國（1861年–1946年）：FERT，其真实意义不明
  -  意大利社會共和國（1943年–1945年）：為了意大利的榮耀（Per l'onore d'Italia）

印度国徽上用天城文书写的格言“Satyameva Jayate”，意思是“唯有真理得胜”

伊拉克国旗所展示的国家格言，为“大赞辞”（真主至大）

## J
- 牙买加：Out of many, one people（英语，出类拔萃，一个民族）[52]
- 日本：無
  -  大日本帝国：（1936年—1947年，日语，八紘一宇）
- 约旦：الله الوطن المليك（阿拉伯语，真主、国家、君主）

## K
- ：Harambee（斯瓦希里语，齐心协力）[註 15]
- 基里巴斯：Te mauri, te raoi ao te tabomoa（基里巴斯语，健康、和平、繁荣）[註 16]
- 科科斯（基林）群島：Maju Pulu Kita（马来语，我们前进的岛）
- 朝鲜半岛：
  -  ：강성대국（朝鲜语，强盛大国）
  -  韩国：홍익인간（韩语，弘益人间）
    -  大韓帝國：광명천지（韩语，光明天地）

## L
- ：ສັນຕິພາບ ປະຊາທິປະໄຕ ເອກະພາບ ວັດທະນາຖາວອນ （老挝语，和平、独立、民主、团结和繁荣）[53]
- 拉脫維亞：Tēvzemei un Brīvībai（拉脱维亚语，为了祖国与自由）[來源請求]
- 賴索托：Khotso, Pula, Nala（塞索托语，和平、降水、繁荣）[54]
- 利比里亚：The love of liberty brought us here（英语，自由的爱把我们带到这里）[55]
- 列支敦斯登：Für Gott, Fürst und Vaterland（德语，为了上帝、亲王和祖国）[來源請求]
- 立陶宛：Tautos jėga vienybėje（立陶宛语，民族的力量源于团结）
- 盧森堡：Mir wëlle bleiwe wat mir sinn（卢森堡语，一如既往）[56]

## M
- 马达加斯加：Fitiavana, Tanindrazana, Fandrosoana（马尔加什语，爱、祖传的土地、进步）[57]
- 马拉维：Unity and Freedom（英语，团结和自由）[註 17]
- 马来西亚：Bersekutu Bertambah Mutu（马来语，团结就是力量）[58]
- ：Un peuple, un but, une foi（法语，一个民族，一个目标，一种信仰）[59]
- 馬爾他：Virtute et constantia （拉丁語，勇气与毅力）
- 滿洲國：五族协和·王道乐土；（汉语及日语）
- 毛里塔尼亚：شرف إخاء عدالة；Honneur, Fraternité, Justice（阿拉伯语和法语，荣誉、友爱、正义）[60]
- 模里西斯：Stella Clavisque Maris Indici（拉丁语，印度洋里的明星和钥匙）[61]
- 摩納哥：Deo juvante（拉丁语，主的帮助，与我相随）[62]
- 蒙特內哥羅：Čojstvo i junaštvo（黑山语，男子气概和英雄气概）[來源請求]
- 摩洛哥：الله، الوطن، الملك（阿拉伯语，真主、国家、国王）[63]ⵢⴰⴽⵓⵛ, ⴰⵎⵓⵔ, ⴰⴳⵍⵉⴷ（柏柏尔语，其含义同左）

## N
- 纳米比亚：Unity, liberty, justice（英语，团结、自由、正义）[64]
- 瑙鲁：Gods will first（英语，主的旨意至高无上）[註 18]
- 尼泊尔：जननी जन्मभूमिष्च स्वर्गादपि गरियसि（梵语，母亲和祖国比天堂更伟大）[註 19]
- 荷蘭：Je maintiendrai, Ik zal handhaven（法语，荷兰语，坚持不懈）[65]
- 新西兰：无，原格言为Onward（英语，前进）[66]
- 尼加拉瓜：En Díos Confiamos（西班牙语，我们信仰上帝）[67]
- 尼日尔：Fraternité, Travail, Progrès（法语，友爱、工作、进步）[68]
- 奈及利亞：Unity and Faith, Peace and Progress（英语，团结和信仰，和平和进步）[69]
- 挪威：无。王室格言为：Alt for Norge（挪威语，一切为了挪威）
- 北馬其頓： Слобода или смрт!（马其顿语，不自由毋宁死）

## O
- 奥斯曼帝国：دولت ابد مدت （奥斯曼土耳其语，永恒之国）

## P

巴基斯坦国徽上的该国格言，ایمان، اتحاد، نظم（乌尔都语，团结，信仰，戒律）

巴拿马国徽上的该国格言，Pro mundi beneficio（拉丁语，为了世界的利益）

- 巴基斯坦：（乌尔都语，虔诚、统一、戒律）[70]
- 巴拿马：Pro mundi beneficio（拉丁语，为了世界的利益）[註 20]
- ：Unity in Diversity（英语，多元共存）[來源請求]
- 巴拉圭：Paz y justicia（西班牙语，和平与正义）[71]
- 秘魯：Firme y feliz por la unión （西班牙语，从容高兴，团结一致）。非官方，使用于秘鲁索尔硬币背面。
- 菲律賓：Maka-Diyos, Maka-Tao, Makakalikasan at Makabansa（他加禄语，为了上帝、人民、自然和国家）[72]
  - 原格言：Isang bansa, isang diwa（他加禄语，一个国家，一个精神）
- 波蘭：Bóg, Honor, Ojczyzna（波兰语，上帝、荣誉、祖国）。传统格言，并非官方格言。另见波兰的非官方格言。
- 葡萄牙：Deus, Pátria e Família!（葡萄牙语，上帝、祖国与家庭！）
- 普鲁士：Suum cuique（拉丁语，各应得其有）

## R
- 罗马：Senatus Populusque Romanus（拉丁语，元老院与罗马人民，常缩写为SPQR）
- 羅馬尼亞：无。原有格言为Nihil Sine Deo（拉丁语，若无上帝，别无一切），在此之前的格言则是Toţi în unu（罗马尼亚语，万元归一）
  -  罗马尼亚王国：Nihil Sine Deo（羅馬尼亞语，無神無存）
  -  羅馬尼亞社會主義共和國：Zdrobite cătuşe（羅馬尼亞语，打破的鎖鏈）
- 卢旺达：Ubumwe, Umurimo, Gukunda Igihugu（卢旺达语，团结、工作、爱国心）[73]
- 俄羅斯：無
  -  苏俄：Пролетарии всех стран, соединяйтесь!（俄語，全世界無產者，聯合起來！）
  -  帝俄：С нами Бог（俄语，主与我们同在）

## S
- 西撒哈拉：حرية ديمقراطية وحدة（阿拉伯语，自由、民主、团结）[註 21]
- 圣基茨和尼维斯：Country Above Self（英语，国家高于个人）[74]
- 圣卢西亚：The land, the people, the light（英语，土地、人民、光明）[75]
- ：Pax et justitia（拉丁语，和平和正义）[76]
- 萨摩亚：Faavae i le Atua Samoa（萨摩亚语，主是萨摩亚的创建者）[77]
- 圣马力诺：Libertas（拉丁语，自由）[註 22]
- 苏格兰：In My Defens God Me Defend（低地苏格兰语，主为我的防御而辩护）（常简写为In Defens）
- 沙烏地阿拉伯：لا إله إلا الله محمد رسول الله（阿拉伯语，源于清真言：万物非主，唯有真主，穆罕默德是安拉的使者）[註 23]
- 塞内加尔：Un peuple, un but, une foi（法语，一个民族，一个目标，一种信仰）[78]
- 塞爾維亞：Само Слога Србина Спасава（塞尔维亚语，只有团结才能保全塞尔维亚人）
  -  塞尔维亚王国：С Вером у Бога, за Краља и Отаџбину（塞尔维亚语，因着对主的信仰，为了国王和祖国；使用至1943年）
- 塞舌尔：Finis coronat opus（拉丁语，事竟功成）[註 24]
- 上海公共租界：Omnia Juncta in Uno（拉丁语，合众为一）[註 25]
- ：Unity, freedom, justice（英语，团结、自由、正义）[79]
- 新加坡：Majulah Singapura（马来语，前进吧，新加坡）[註 26]
- 斯洛維尼亞：Stati inu obstati（古斯洛文尼亚语，坚持和反抗，也译为“存在和坚持不懈”）[註 27]
- 所罗门群岛：To lead is to serve（英语，领导即服务）[註 28]
- 斯洛伐克共和国 (1939-1945)：Verní sebe, svorne napred!（斯洛伐克语，忠于自我，协力向前！）
- 南非：!ke e: /xarra //ke（卡姆语，不同的民族联合起来，或译为“殊途同归”）[80]
  - 原格言：Ex Unitate Vires（拉丁语，力量源于团结，1910年-2000年期间使用）
- 南蘇丹：Justice, Liberty, Prosperity（英語，正義、自由、繁榮）
- 苏联：Пролетарии всех стран, соединяйтесь!（俄语，全世界无产者，联合起来！）

西班牙国徽

- 西班牙：Plus Ultra（拉丁语，大海之外，还有领土）[81]
  - 原格言：Una, grande y libre（西班牙语，一体、伟大和自由，佛朗哥时期使用）[81]
- 苏丹：النصر لن （阿拉伯语，胜利属于我们）[註 29]
- 苏里南：Justitia, pietas, fides（拉丁语，正义、虔诚、忠贞）[82]
- ：Siyinqaba（斯瓦蒂语，我们是攻不破的堡垒）[83]
- 瑞典：王室格言为För Sverige - i tiden（瑞典语，为了瑞典，与时俱进）（另见瑞典君主格言）
- 瑞士：Unus pro omnibus, omnes pro uno（拉丁语，我为人人，人人为我（传统格言，但并非官方格言））
- 叙利亚：وحدة ، حرية ، اشتراكية（阿拉伯语，团结、自由、社会主义）复兴党的格言。

## T

暹羅王國國家格言出現於朱拉隆功國徽

- 坦桑尼亚：Uhuru na Umoja（斯瓦希里语，自由和团结）[84]
- 泰國：无，非官方格言为：（泰语，民族、宗教、国王）[85][註 30]
  -  暹羅：สพฺเพสํ สงฺฆภูตานํ สามคฺคี วุฑฺฒิ สาธิกา（巴利语，通过合并产生的联合带来了成功和繁荣，शब्बेसम् सम्घभुतनम् समग्घि भुद्धि सधिक）[註 31]
- 多哥：Travail, Liberté, Patrie（法语，工作、自由、祖国）[86]
- ：Ko e ʻOtua mo Tonga ko hoku tofiʻa（汤加语，主和汤加是我的遗产）[註 32]
- 千里達及托巴哥：Together we aspire, together we achieve（英语，同心协力，安危与共）[87]
- 突尼西亞：حرية، نظام، عدالة（阿拉伯语，自由、秩序、正义）[88]
- 土耳其：
  - Egemenlik kayıtsız şartsız milletindir（土耳其语，主权绝对属于民族）[89]
  - Yurtta Barış, Dünyada Barış（土耳其语，祖国安宁，世界太平）
- ：Tuvalu mo te Atua（图瓦卢语，图瓦卢敬仰全能的神）[註 33]

## U

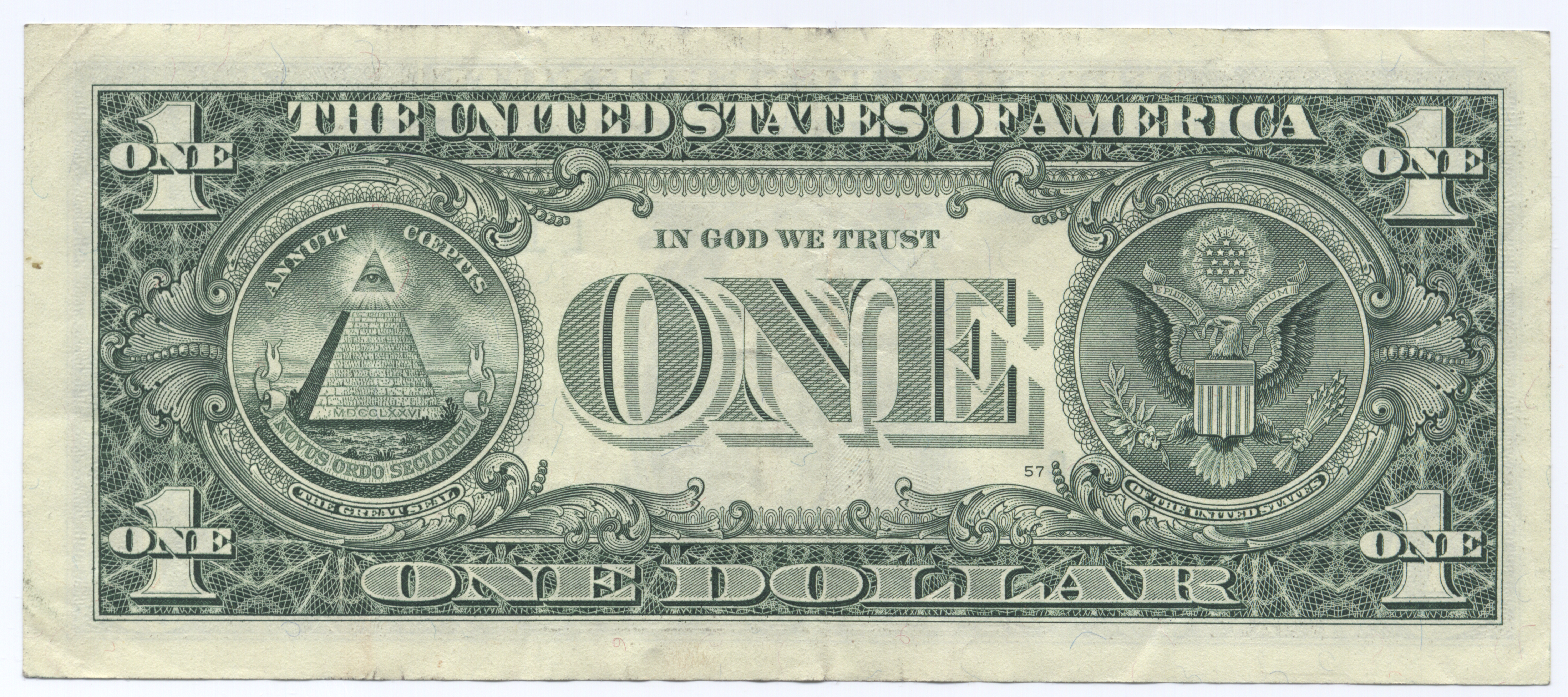
美国的国家格言为“In God We Trust”（我们信仰上帝），出现在一美元纸币的背面

- 乌干达：For God and My Country（为了主和我的国家）[90]
- 乌克兰：無，非官方格言為：Слава Україні!（烏克蘭語，榮光歸烏克蘭！）
  -  乌克兰苏维埃社会主义共和国：Пролетарі всіх країн, єднайтеся!（烏克蘭語，全世界無產者，聯合起來！）
- 英国：無[91]，王室格言：Dieu et mon droit（法语，我权天授）[92]
- 美国：In God We Trust（英语，我们信仰上帝，官方格言）和E pluribus unum（拉丁语，合众为一）（事实上）
  -  美利堅聯盟國：Deo Vindice（拉丁语，主是我们的辩护者）[註 34]
  - 另见美国各州格言列表
- 乌拉圭：Libertad o Muerte（西班牙语，不自由毋宁死）[93]

## V
- ：Long God yumi stanap（比斯拉马语，让我们坚定的与主站在一起）[94]
- 委內瑞拉：Díos y Federación（西班牙语，主和联邦）
- 越南：Ðộc lập, Tự do, Hạnh phúc（越南语，独立、自由、幸福）
  -  越南共和国：Tổ quốc, Danh dự, Trách nhiệm（越南语，祖国、名誉、责任）

## W
- ：Cymru Am Byth（威尔士语，威尔士永存）
- 符腾堡王国：Furchtlos und treu（德语，無畏而忠實）

## Y
- 葉門：الڷه، الوطن، الثورة، الوحدة （阿拉伯语，真主、国土、革命、统一）[來源請求]
- 南斯拉夫：Bratstvo i jedinstvo/Братство и јединство（塞尔维亚-克罗地亚语），Bratstvo in enotnost（斯洛文尼亚语），Братство и единство（马其顿语），Vllaznim-Bashkim, later Vëllazërim-Bashkim（阿尔巴尼亚语），Testvériség és egység（匈牙利语）（兄弟情与统一）；

## Z
- 尚比亞：One Zambia, One Nation（英语，一个赞比亚，一个国家）[註 35]
- 辛巴威：Unity, Freedom, Work（英语，团结、自由、工作）[註 36]